# Arrondissement de Striegau

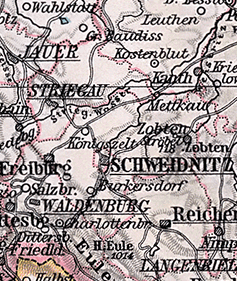
Détail d'une carte de Silésie.

L'arrondissement de Striegau est un arrondissement prussien de Silésie de 1742 à 1932. Son chef-lieu est la ville de Striegau. L'ancienne zone de l'arrondissement fait maintenant partie de la voïvodie polonaise de Basse-Silésie.

## Histoire
Après la conquête de la majeure partie de la Silésie par la Prusse en 1741, les structures administratives prussiennes sont introduites en Basse-Silésie par l'ordre du cabinet royal du 25 novembre 1741. Celles-ci comprennent la création de deux chambres de guerre et de domaine (de) à Breslau et Glogau ainsi que leur division en arrondissements et la nomination d' administrateurs d'arrondissement le 1er janvier 1742
Dans la principauté de Schweidnitz, l'une des sous-principautés silésiennes, les quatre arrondissements prussiens de Bolkenhain-Landeshut, Reichenbach, Schweinitz et Striegau sont formés à partir d'anciens faubourgs silésiens. Les quatre arrondissements sont subordonnés à la chambre de guerre et de domaine de Breslau jusqu'à ce qu'ils soient affectés au district de Reichenbach dans la province de Silésie au cours des réformes Stein-Hardenberg en 1815.
Dans le cadre des règlements frontaliers entre les districts de Reichenbach et de Liegnitz, le village de Poselwitz est transféré de l'arrondissement de Striegau à l'arrondissement de Liegnitz en 1817 et en 1818 les villages de Panzkau et Simsdorf sont transférés de l'arrondissement de Liegnitz à l'arrondissement de Striegau. Lors de la réforme des arrondissements du 1er janvier 1818 dans le district de Breslau, l'arrondissement de Striegau reçoit les villages de Bockau, Ebersdorf et Pitschen de l'arrondissement de Neumarkt et donne en retour les villages de Buchwald, Diezdorf, Michelsdorf, Nieder et Ober Dambritsch, Nieder et Ober Moys et Obsendorf à l'arrondissement de Neumarkt . Après la dissolution du district de Reichenbach, l'arrondissement de Striegau est attribué le 1er mai 1820 au district de Breslau.
Le 8 novembre 1919, la province de Silésie est dissoute et la nouvelle province de Basse-Silésie est formée à partir des districts de Breslau et Liegnitz. Le 30 septembre 1929, tous les districts de domaine de l'arrondissement de Striegau sont dissous et attribués aux communes voisines conformément à l'évolution du reste de l'État libre de Prusse.
Le 1er octobre 1932, l'arrondissement de Striegau est dissous, en raison des mesures d'économie prises à la suite de la crise économique mondiale. Les communes de Beckern, Bertholdsdorf, Bockau, Damsdorf, Diesdorf, Dromsdorf-Lohnig, Ebersdorf, Eisendorf, Förstchen, Gäbersdorf, Guckelhausen, Hulm, Körnitz, Kuhnern, Lederose, Lüssen, Metschkau, Neuhof, Ossig, Panzkau, Pfaffendorf, Pitschen, Pläswitz, Sasterhausen, Simsdorf, Tschinschwitz et Zuckelnick sont transférés de l'arrondissement de Neumarkt, tandis que la ville de Striegau et toutes les communes restantes sont transférés de l'arrondissement de Schweidnitz,.

## Évolution de la démographie
| Année | Habitants | Source |
| ----- | --------- | ------ |
| 1795  | 10 681    | [ 9 ]  |
| 1819  | 19 253    | [ 10 ] |
| 1846  | 27 801    | [ 11 ] |
| 1871  | 36 355    | [ 12 ] |
| 1885  | 41 075    | [ 13 ] |
| 1900  | 42 923    | [ 14 ] |
| 1910  | 45 936    | [ 14 ] |
| 1925  | 44 847    | [ 15 ] |

## Administrateurs de l'arrondissement
- 1742–176000Johann Friedrich von Seidlitz (de)[16]
- 1760–176200Carl Sigismund von Seidlitz (de)[16]
- 1762–176400Gustav Adolf von Helmrich[16]
- 1765–176600Carl Siegmund von Seidlitz (de)[16]
- 1767–177500Hans Wolff von Falckenhayn (de)[16]
- 1775–178000Karl Ludwig von Richthofen[16]
- 1781–181300Christian Ferdinand von Richthofen (de)[16]
- 1813–181800Sigismund von Hocke (de)
- 1818–183400Carl von Richthofen
- 1835–184900Carl Ruprecht (de)
- 1850–187900Richard von Rohrscheidt (de)
- 1879–188800von Koschembahr (de)
- 1888–190300Günther von Klitzing
- 1903–191800Siegfried von Richthofen
- 1918–191900Karl von Richthofen
- 1919–193200Karl Daubenthaler (de)

## Communes
L'arrondissement de Striegau comprend pour la dernière fois une ville et 55 communes :
| - Barzdorf - Beckern - Bertholdsdorf - Bockau - Damsdorf - Diesdorf - Dromsdorf-Lohnig - Ebersdorf - Eisdorf - Eisendorf - Fehebeutel - Förstchen - Gäbersdorf - Gräben | - Groß Rosen - Grunau - Guckelhausen - Günthersdorf - Gutschdorf - Haidau - Halbendorf - Häslicht - Hoymsberg - Hulm - Järischau - Klein Rosen - Kohlhöhe - Körnitz | - Kuhnern - Laasan - Lederose - Lüssen - Metschkau - Muhrau - Neuhof - Nieder Streit - Niklasdorf - Ober Streit - Ölse - Ossig - Panzkau - Pfaffendorf | - Pilgramshain - Pitschen - Pläswitz - Preilsdorf - Rauske - Sasterhausen - Simsdorf - Stanowitz - Striegau, ville - Teichau - Thomaswaldau - Tschinschwitz - Ullersdorf - Zuckelnick |

Avant 1932, les incorporations suivantes ont lieu dans l'arrondissement:
- Mittel Gutschdorf, le 4 janvier 1923 à Gutschdorf
- Nieder Gutschdorf, le 4 janvier 1923 à Gutschdorf
- Riegel, 1928 à Simsdorf
- Taubnitz, 1928 à Diesdorf

## Personnalités liées à l'arrondissement
- Wolfram von Richthofen (1895-1945), général né à Barzdorf.